# Université d'économie nationale et mondiale
Avec ses 21 430 étudiants, l'Université d'économie nationale et mondiale (UNWE ; en bulgare : Университет за национално и световно стопанство) est la deuxième plus grande université de Bulgarie, située dans le cadre municipal de la ville de Sofia. Elle est la plus ancienne université économique de la république de Bulgarie et figure parmi les plus prestigieuses universités bulgares. 
L'UENM a ouvert ses portes en 1920 sous le nom d'Université libre des sciences politiques et économiques. Aujourd'hui elle est la plus grande université d'économie d'Europe du Sud-Est et a célébré son 100e anniversaire en 2020.
L'université comprend huit facultés (faculté de droit, faculté appliquée d'informatique et de statistique, faculté de commerce, faculté d'économie de l'infrastructure, faculté de finance et de comptabilité, faculté d'économie générale, faculté d'économie et de politique internationale, faculté de gestion et d'administration).

## Histoire
L'UNWE est fondée en 1920 en tant qu’université libre des sciences politiques et économiques (FUPES) par Stefan Bobchev et l'émigré russe Peter Bogaevsky par une ordonnance du ministre de l’instruction publique. En 1940, la FUPES est transformée en école de l'enseignement supérieure d'état des finances et de sciences administratives (SHESFA). Enfin, en 1947, la SHESFA devient une faculté des sciences économiques et sociales à l’université de Sofia.
L'autonomie de l'école supérieure est reprise au cours de la période communiste en Bulgarie en 1952 sous le nom de Institut supérieur d’économie (HIE). En 1953, l’Institut est nommé d'après Karl Marx.
Après les changements démocratiques en Bulgarie, le conseil académique adopte une résolution renommant l’Institut supérieur Karl-Marx  en Université d’économie nationale et mondiale (le 27 avril 1990), par le biais d'un acte de l'Assemblée nationale de la République de Bulgarie relatif à la création et à la transformation des établissements d’ enseignement supérieur (26 juillet 1995).

## Anciens élèves
- Zaritsa Dinkova
- Reneta Indjova
- Ivaïlo Kalfin
- Galya Kondeva
- Lyudmila Petkova